# Vedi Napoli e poi muori (film 2006)
Vedi Napoli e poi muori è un documentario italiano del 2006, diretto da Enrico Caria.

## Trama
Enrico Caria, regista e giornalista satirico napoletano, emigrato a Roma negli anni Ottanta in seguito alla prima guerra di camorra e al devastante terremoto del 1980, decide di fare ritorno a Napoli, spinto dal desiderio di riscoprire una città che sembra vivere un nuovo Rinascimento. La metropoli partenopea è in fermento: il centro storico è stato riqualificato e la città è addirittura candidata a ospitare l’America’s Cup, la più prestigiosa competizione velica al mondo, con investimenti previsti per oltre un miliardo di euro.
Tuttavia, la rinascita urbana e l’immagine patinata della "Napoli turistica" si scontrano ben presto con una realtà ben diversa: nelle periferie scoppia una nuova guerra di camorra. Il protagonista si ritrova così a osservare le contraddizioni di una città spaccata in due: da un lato il golfo con il Vesuvio, il Castel dell’Ovo e le luci del turismo; dall’altro, le aree dimenticate di Napoli nord – Secondigliano, Melito, Scampia – dove la violenza esplode e la criminalità organizzata riprende terreno. 
Quando il conflitto tra clan termina e l’attenzione mediatica si affievolisce, i gruppi criminali tornano a espandersi silenziosamente, riaffermando il loro controllo sul territorio. 

Il documentario, attraverso la voce del regista e di giornalisti (quali Roberto Saviano, nella sua prima apparizione), politici (Tano Grasso), scrittori (Francesco Costa) attori, musicisti (A67) e compaesani, offre uno sguardo critico e disilluso su una città sospesa tra bellezza e degrado, speranza e rassegnazione. 

## Pubblicazione
Venne prodotto dall'Istituto Luce nel 2006 e poi distribuito nei cinema d'Italia il 26 gennaio 2007 